# Jeanne Henriette Rath
Jeanne Henriette Rath (Genève, 12 mei 1773 - aldaar, 24 november 1856) was een Geneefse en later Zwitserse kunstschilderes en mecenas.

## Biografie
Jeanne Henriette Rath was een dochter van Jean-Louis Rath, een horlogemaker, en Alexandrine Sarah Rolland. Nadat ze eerst als autodidact actief was, werd ze in 1798 in Parijs leerlinge van Jean-Baptiste Isabey, die ze vaak kopieerde. Ze was een portretschilderes. Na haar terugkeer naar Genève in 1799 was ze actief binnen de Académie des jeunes filles des Société des Arts. Ze stelde haar werken tentoon in Genève, Zürich en van 1801 tot 1810 ook op de Parijse salon. In 1813 maakte ze in Bern een portret van Juliana van Saksen-Coburg-Saalfeld.
Haar broer Simon Rath was luitenant-generaal in het Russische leger en overleed in 1819. Diens nalatenschap aan haar en haar zus Jeanne Françoise Rath liet haar toe om een stichting in het leven te roepen ter oprichting van het Musée Rath, dat in 1826 zijn deuren opende. Doorheen de tijd overschaduwde het belang van haar mecenaat haar eigen activiteiten als kunstenares.

## Trivia

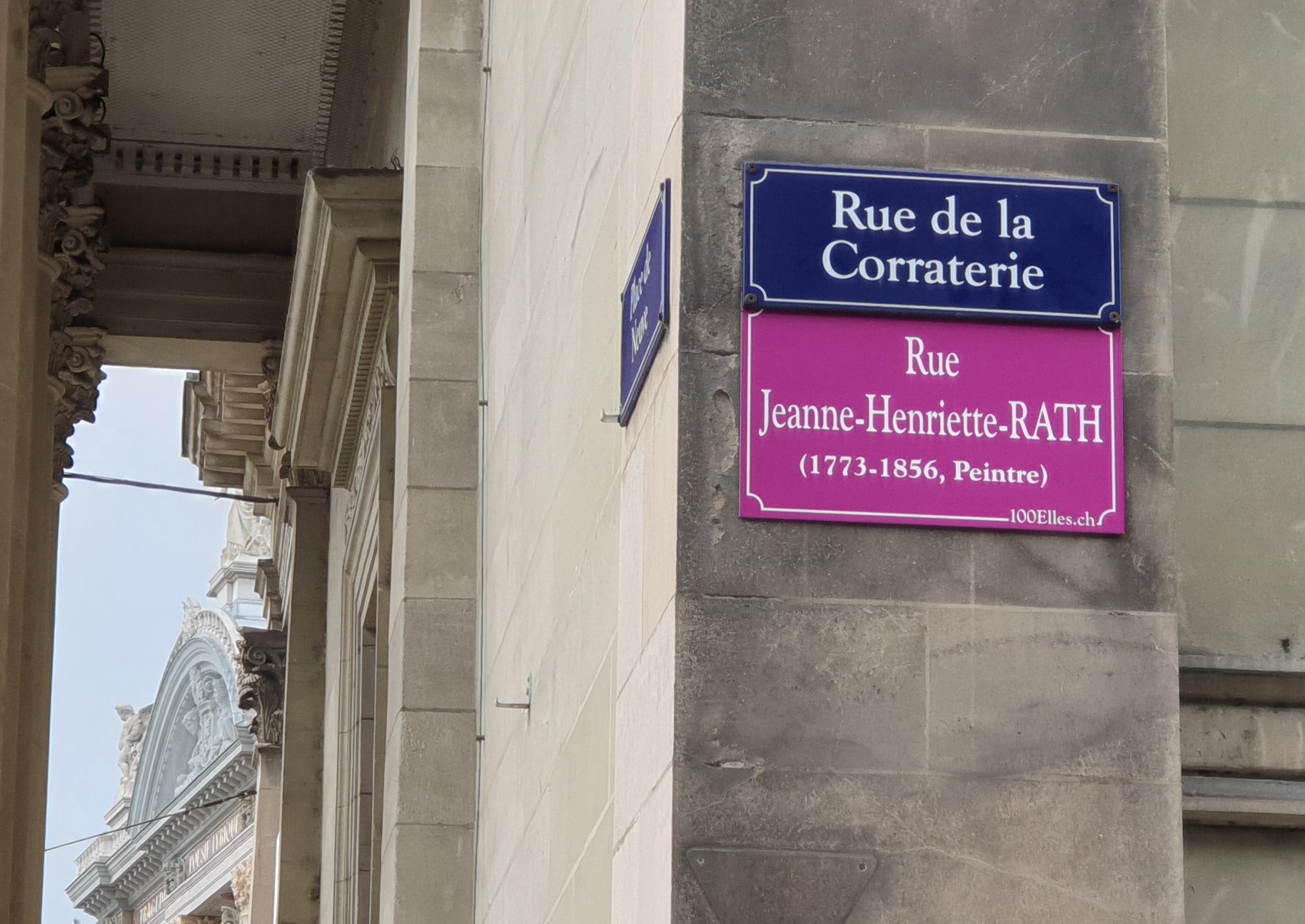
Alternatief straatnaambord van de actie 100Elles* in Genève, 2019.

- In 2019 werd in Genève door de actie 100Elles* een alternatief straatnaambord opgericht ter ere van Jeanne Henriette Rath.